# Mariä-Schutz-und-Fürbitte-Kirche (Mariupol)

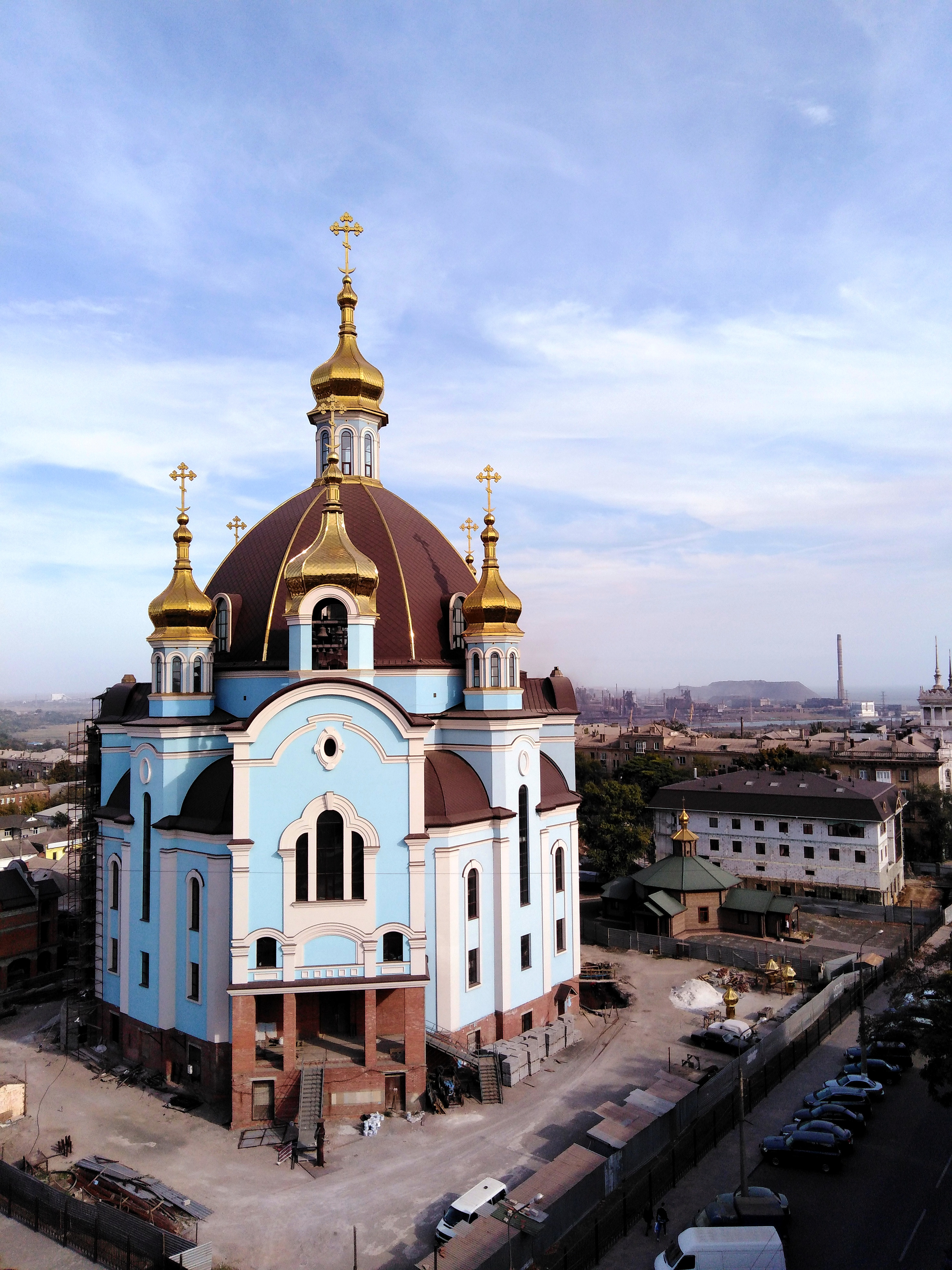
Mariä-Schutz-und-Fürbitte-Kirche in Mariupol (2020)

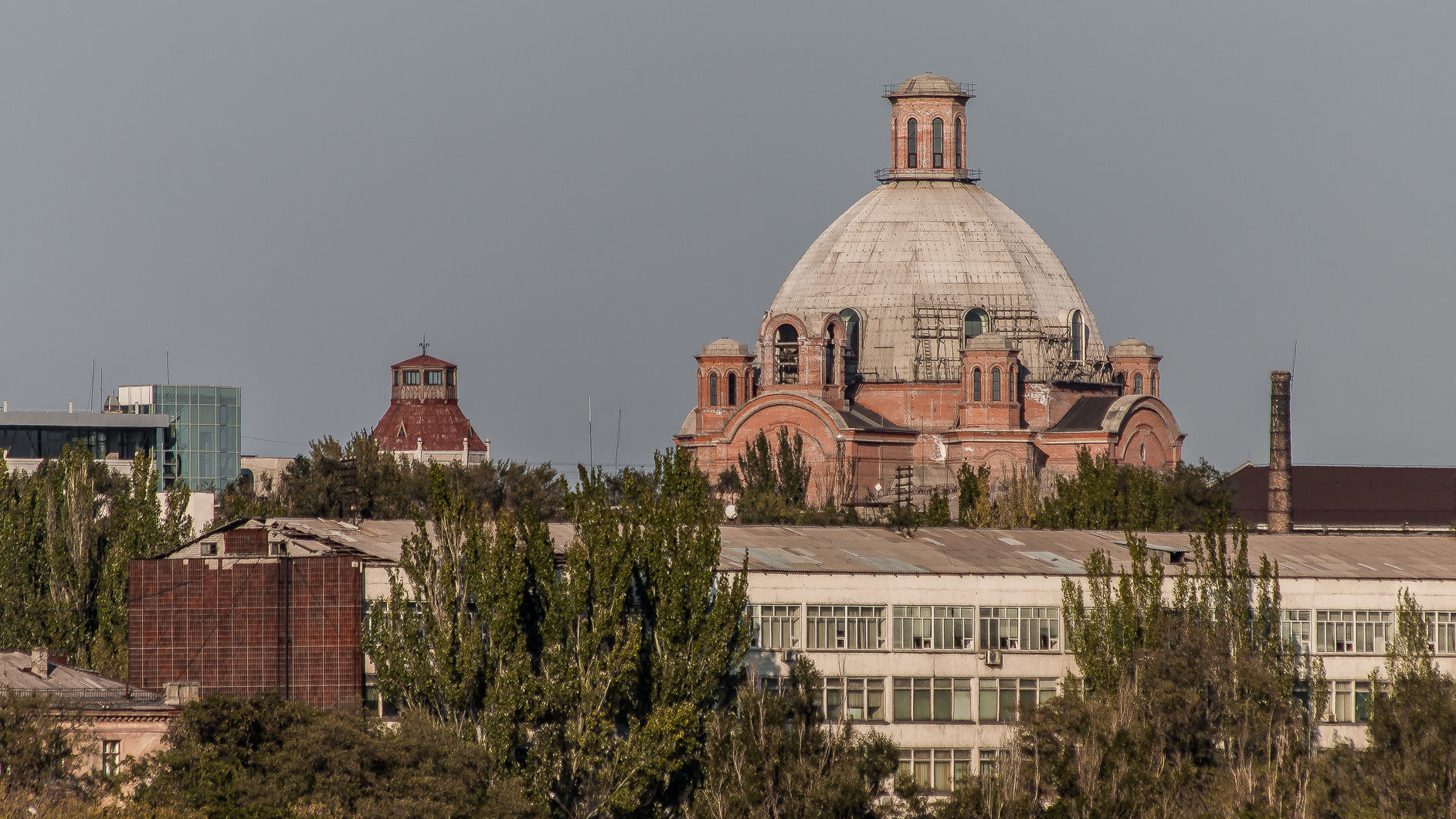
Blick zur Baustelle (2014)

Die Mariä-Schutz-und-Fürbitte-Kirche (ukrainisch Храм Покрови Пресвятої Божої Матері, russisch Собор Покрова Божией Матери) ist eine Kirche in der Eparchie Donezk und Mariupol der Ukrainisch-Orthodoxen Kirche Moskauer Patriarchats in Mariupol. Sie gilt seit ihrer Fertigstellung im Jahr 2020 mit 84 Metern als der höchste Sakralbau der Ukraine.

## Geschichte
Alle historischen Kirchen von Mariupol (siehe Liste von Sakralbauten in Mariupol) wurden in den 1920er Jahren geschlossen und in den 1930er Jahren durch die Sowjetunion zerstört. Erst mit der Perestroika und der bald darauf folgenden Unabhängigkeit der Ukraine konnten wieder neue Kirchen errichtet werden. Da Mariupol stark russischsprachig geprägt war, entstanden hier vorrangig Kirchen der Ukrainisch-Orthodoxen Kirche Moskauer Patriarchats. Noch in der Sowjetzeit entstand die St.-Nikolaus-Kathedrale nördlich des Stadtzentrum und Mitte der 1990er Jahre die Erzengel-Michael-Kathedrale im äußersten Osten der Stadt. Dem Stadtzentrum fehlte aber weiterhin eine große Kirche.
Auf Initiative von Alexander Sawtschuk, damaliger Direktor des Mariupoler Maschinenbaukonzerns Asowmasch, wurde 2007 mit dem Bau einer großen neuen Kirche an der Nordwestseite des Theaterplatzes begonnen. Mit Sawtschuks Tod geriet Asowmasch in finanzielle Schwierigkeiten und die Asowmasch-Stiftung stellte 2015 die Finanzierung des Kirchenbaus ein. Der Weiterbau konnte aber nach einer kurzen Pause durch eine Spendensammlung ermöglicht werden. Erbaut wurde ein einschließlich Kreuz 84,3 Meter hoher Zentralbau, der damit der höchste Sakralbau der Oblast Donezk wurde. Zur gleichen Zeit wurde in Kiew mit der Auferstehungskathedrale eine noch höhere Kirche begonnen, aber bisher nicht fertiggestellt, sodass die Mariä-Schutz-und-Fürbitte-Kirche zunächst auch der höchste Sakralbau der gesamten Ukraine ist. Als Architekt arbeitete Stanislaw Stolow zusammen mit dem Erzpriester Gawriil Agabekow von der Dreifaltigkeitskirche. Die Bauaufsicht hatte der spätere, durch die DNR installierte Bürgermeister Kostjantyn Iwaschtschenko, der damals Geschäftsführer der Asowmasch-Stiftung war.
Zunächst wurden in den Jahren 2007 und 2008 Erdarbeiten ausgeführt, das Fundament und die untere Kirche konnten 2009 fertiggestellt werden. Im Mai 2010 wurde in Anwesenheit des Bürgermeisters Jurij Chotlubej und des Metropoliten der Russischen Orthodoxen Kirche im Ausland Hilarion Kapral eine Kapsel mit Dokumenten in den Grundstein eingelassen und verkündet, dass die untere Kirche dem hl. Ignatius von Mariupol geweiht werde, die obere Mariä Schutz und Fürbitte. Mit Beton konnte die Kirche schnell erbaut werden und die Kuppel übertraf mit 30,4 Metern Höhe die 29 Meter der Kuppel der Sophienkathedrale in Kiew, die bis dahin als die höchste der Ukraine galt. Im Jahr 2012 erhielt die Kirche die ersten der insgesamt zehn Bronzeglocken, die allesamt aus der Anisimow-Glockengießerei (russisch Колокололитейный завод Анисимова) in Woronesch stammen. Die kleinste Glocke wiegt 18 Kilogramm, die größte 4,2 Tonnen. Die später vergoldeten Kreuze fertigte Asowmasch aus Titannitrid an. Allein das Kreuz auf der Hauptkuppel wiegt zwei Tonnen, die der Nebenkuppeln über 700 Kilogramm.
Die Abschlussarbeiten erwiesen sich als kostspielig, weshalb sie sich über etliche Jahre hinzogen. Seit ihrer weitgehenden Fertigstellung im Jahr 2020 wird die Kirche vermehrt auch als sobor (deutsch Kathedrale) bezeichnet. Sie gehört aber offiziell zur Diözese der St.-Nikolaus-Kathedrale.
Während der Belagerung von Mariupol im Frühjahr 2022 besetzten russische und prorussische Einheiten die Kirche. Dennoch blieb sie weitgehend unversehrt. Die Angreifer nutzten – laut den Verteidigern Mariupols – die erhöhte Position für den Beschuss der Stadt. Die russische Nachrichtenagentur RIA Novosti und die Tageszeitung Iswestija kritisierten daraufhin, dass „ukrainische Nationalisten“ die Kirche beschossen hätten.

## Baubeschreibung
Rund um die Hauptkuppel des Zentralbaus sind vier Nebenkuppeln angeordnet, zwischen denen sich vier Risalite befinden, so dass ein Achteckbau entsteht. Die Kuppelträger sind als Zwiebeltürme ausgebildet. Es handelt sich somit um eine Variante der Kreuzkuppelkirche. Auf dem südwestlichen Risalit sitzt die Kuppel, die eine reduzierte Form des sonst häufiger anzutreffenden Glockenturms darstellt. Auf einer Fläche von mehr als 4000 Quadratmetern sollen bis zu 5000 Gläubige Platz finden.

## Umfeld
Die Kirche entstand auf einem Areal, auf dem sich einst das Postamt befand. Nach dessen Abriss gab es verschiedene Nutzungspläne. Nach dem Bau wurde die Straße in Kathedralstraße (ukrainisch Соборна вулиця) umbenannt. Diagonal gegenüber der Kirche in der nach Sawtschuk benannten Straße (ukrainisch Савчука вулиця) steht der alte Wasserturm sowie auf dem benachbarten Platz das Dramatheater, das auf dem Areal der einstigen Maria-Magdalena-Kirche entstand, die zur Zeit der Sowjetunion gesprengt wurde und in der sich ein Mariä-Schutz-und-Fürbitte-Altartisch (russisch престол во имя святого Покрова Пресвятой Богородицы) befand. Die Tradition dieser Kirche soll offenbar fortgesetzt werden.
Im Jahr 2017 wurde östlich neben der Kirche ein Holzbau errichtet, der als Alexander-Newski-Kirche (ukrainisch Храм Святого Олександра Невського) bezeichnet wird und in dem bis zur endgültigen Fertigstellung der Mariä-Schutz-und-Fürbitte-Kirche häufiger die Gottesdienste stattfanden, darunter auch das Patronatsfest „Mariä Schutz und Fürbitte“.